# Skogsborg
Skogsborg är sedan 2010 en av SCB avgränsad och namnsatt småort i Eskilstuna kommun, Södermanlands län belägen sydost om Sundbyholm. Orten består av bebyggelse i Jäders socken i byn Lilla Malmö samt bostadsområdet Skogsborg.